# Eduardo Brizuela del Moral
Eduardo Segundo Brizuela del Moral (San Fernando del Valle de Catamarca, 20 de agosto de 1944-San Fernando del Valle de Catamarca, 25 de agosto de 2021) fue un político, educador e ingeniero agrimensor argentino. Fue senador nacional, rector de la Universidad Nacional de Catamarca, tres veces intendente de la ciudad de San Fernando del Valle de Catamarca y dos veces gobernador de la provincia de Catamarca. Pertenecía a la Unión Cívica Radical (UCR) y desde 2013 fue diputado nacional por dicha provincia hasta su deceso, por el Frente Cívico y Social de Catamarca.

## Biografía

### Comienzos
En 1972 se recibió como ingeniero agrimensor en la Facultad de Ciencias Exactas, Físicas y Naturales de la Universidad Nacional de Córdoba. Fue docente secundario y universitario.
Entre 1981 y 1983 se desempeñó como director provincial de Catastro. En 1983 fue designado director de Catastro de la ciudad de Catamarca.
En 1984 fue elegido vicepresidente del Consejo Profesional de Agrimensura de la provincia. En 1986 fue elegido rector de la Universidad Nacional de Catamarca siendo reelegido en 1990.
En 1991 fue elegido intendente de la ciudad San Fernando del Valle de Catamarca, cargo en el que fue reelegido en 1995 y 1999, desempeñándose hasta 2001. Ese año fue elegido senador nacional por Catamarca.

### Gobernador de Catamarca (2003-2011)
En las elecciones para Gobernador de Catamarca del 2003, Brizuela del Moral que era senador nacional por Catamarca se presentó como candidato por el Frente Cívico y Social junto a Hernán Colombo como su candidato a vicegobernador. El 24 de agosto de 2003 fue elegido gobernador de la provincia de Catamarca, con mandato hasta el 10 de diciembre de 2007.Tras su paso por la gobernación sería denunciado penalmente por el por  irregularidades en el manejo de fondos públicos junto a otros exfuncionarios, fue presentada ante la Fiscalía de Delitos Especiales por el fiscal de Estado provincial.En una causa paralela se investigo una serie de irregularidades en las Cuentas de Inversión 2008-2009, imputadose los delitos de acción pública, como malversación de caudales públicos, peculado, fraude en perjuicio de la administración pública, asociación ilícita, incumplimiento de los deberes de funcionario público. Según la fiscalía sólo en el año 2008, en 24 organismos estatales evitaron rendir cuentas por las partidas de sueldos por un total de 900 millones de pesos, que habían Sido desviados de las arcas públicas.posteriormente una auditoría reveló que los recursos faltantes alcanzaban los 2.000 millones de pesos.Con el correr de los años las investigaciones alcanzarían a otros funcionarios de su gobierno y a su familia cuando la fiscalía de Estado presentó una denuncia penal contra el ex administrador del Instituto Provincial de la Vivienda, Eduardo Brizuela del Moral hijo, por la supuesta comisión de los delitos de incumplimiento de los deberes de funcionario público, falsedad ideológica y falsificación de instrumento público por sobreprecios en la construcción de viviendas que nunca fueron terminadas.
En las elecciones del 11 de marzo de 2007 conforma una alianza con el Frente para la Victoria, partido de la presidenta Cristina Fernández de Kirchner, incluyendo como compañera de fórmula a la médica cirujana Lucía Corpacci. Brizuela del Moral gana la elección con un 59,36 % frente al 37,62 % que obtuvo la fórmula de Luis Barrionuevo y Francisco Sotomayor que presentó el Partido Justicialista. Durante este período inauguró la pavimentación y señalización de la Ruta Provincial N.º 2, en el tramo Ancasti – Icaño.
Luego de las elecciones legislativas de 2009, su vicegobernadora Lucía Corpacci, decidió renunciar a su cargo para asumir como senadora nacional por el Frente para la Victoria.
En las elecciones para gobernador del 13 de marzo de 2011, Eduardo Brizuela del Moral se presenta junto al intendente de San Fernando del Valle de Catamarca, Gustavo Guzmán, también de la UCR, bajo el sello del Frente Cívico y Social. Sin embargo no logró la reelección al obtener 45,59 % frente al 49,54 % que obtuvo la candidata del Frente para la Victoria, Lucía Corpacci, quien recibió el apoyo de la entonces presidenta Cristina Kirchner. De esta manera puso fin a 20 años de mandato del Frente Cívico y Social de Catamarca.

### Diputado Nacional (2013-2021)
En las elecciones legislativas de 2013 fue elegido Diputado Nacional con el 40,01 % un total de 77 886 votos, superando al candidato del Frente para la Victoria, Néstor Tomassi.
En las elecciones para gobernador de 2015, Brizuela del Moral perdió nuevamente a manos de Lucía Corpacci, quien de esta manera obtiene la reelección el cargo.

### Deceso
El 25 de agosto de 2021 falleció a causa de una neumonía bilateral y un ACV que lo mantenía internado desde hacía varios días.